# Liste des tapisseries de Manessier
Liste des tapisseries de Manessier
Voir article principal : Alfred Manessier

## Premières collaborations, Aubusson et les Gobelins
- 1947 - Construction de l'arche, 1,76 × 2,77 m, Atelier Rivière Des Borderies, Felletin, Aubusson, deux exemplaires avec variantes (premier exemplaire: Ministère de l'éducation nationale)
- 1948 - Christ à la colonne, 7,40 × 0,82 m, Atelier Rivière Des Borderies, Felletin, Aubusson (couvent des Dominicains, Lille)
- 1949 - La Forêt en janvier, 2,95 × 3,95 m, Atelier Rivière Des Borderies, Felletin, Aubusson (collection du Mobilier national)
- 1953-1964 – Litanies (ou Litanies du soir), 3,60 × 2,10 m, Manufacture des Gobelins, Paris, quatre exemplaires (Ambassade de France, Tokyo; Mobilier national, Paris; Ambassade de France, Manille; Ambassade de France, Lomé)
- 1959 – Tapis de sol, 2,91 × 2,28 m, Atelier Suzanne Goubelu, Aubusson (commandée par Myriam Prévot)

## Collaboration avec l'atelier Plasse Le Caisne

### Tapisseries

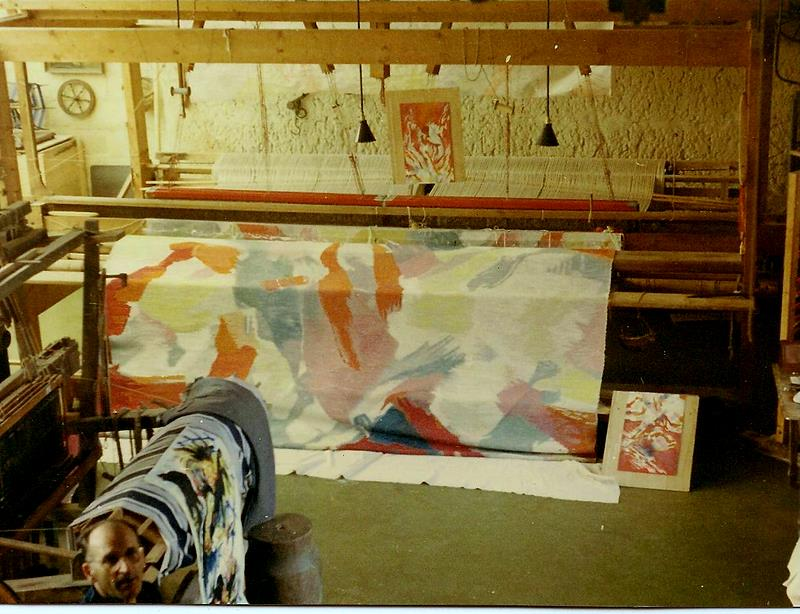
L'atelier des tisserands Plasse Le Caisne en 1967 lors de la réalisation de la tapisserie Hymne à la joie pour la salle des mariages du nouvel Hôtel de ville de Grenoble. Jacques Plasse en bas de l'image à gauche.

- 1952 - Les Signaux marins (ou Le Sémaphore), 1,50 × 0,80 m, Bilou Plasse Le Caisne
- 1958-1960 – L'Estacade du Crotoy, 3 × 3,80 m, Atelier Plasse Le Caisne, Ministère de l'industrie, Paris
- 1963 – Tenture en bleu et en noir, 3,57 × 1,60 m, Atelier Plasse Le Caisne, Ambassade de France à Tegucigalpa, Honduras
- 1963-1969 – Chant grégorien, 4,55 × 7,60 m, Atelier Plasse Le Caisne, Maison de la Radio, Paris (première version tissée en 1963 brûlée en 1968, seconde version tissée en 1969 avec d'importantes variantes)
- 1964 – Vers l'espace sous-marin, 1, 85 × 3,95 m, Atelier Plasse Le Caisne, tapisserie préparatoire d'Espace sous-marin, 1965
- 1965 -  Espace sous-marin, 4,10 × 11,30 m,  Atelier Plasse Le Caisne, Centre administratif du Port autonome du Havre
- 1966 – La Nuit, 3 × 4,10 m,  Atelier Plasse Le Caisne
- 1967 – Avant l'aube, 1,90 × 3,90 m, Atelier Plasse Le Caisne
- 1967 – Hymne à la joie, 3,50 × 11,25 m, Atelier Plasse Le Caisne, salle des mariages du nouvel hôtel de ville de Grenoble
- 1967 – La Joie, 1 × 0,50 m, Atelier Plasse Le Caisne, décoration d'un Boeing 707 d'Air France
- 1968 – Signes, 3,20 × 0,80 m, Atelier Plasse Le Caisne
- 1968 – La Joie (ou Alléluia), 3,40 × 3,20 m, Atelier Plasse Le Caisne
- 1968-1969 – Lac secret, 4,85 × 7,60 m, Atelier Plasse Le Caisne, Centre national des Arts, Ottawa, Canada
- 1969-1971 -  Les Cantiques spirituels de Saint Jean de la Croix, 3 × 2,35 m (chaque tenture), suite de 12 tapisseries, Atelier Plasse Le Caisne. 4 répliques ont été réalisées avec des variantes des tentures no 7 (La Flamme, Musée national d'Histoire et d'art de Luxembourg), no 9, no 11 (Musée de Metz) et no 4 (Musée de la Poste, Paris)
- 1969 – Départ vers l'espace clair, 2,70 × 14,25 m, Atelier Plasse Le Caisne
- 1970 – Arbre nocturne, 2,14 × 3,04 m, Atelier Plasse Le Caisne
- 1970 – Nuit de Saint Jean de la Croix, 2,70 × 9,29 m, Atelier Plasse Le Caisne, collection des Carmes de Toulouse
- 1971 – L'Éclatement, 1,75 × 2,45 m, Atelier Plasse Le Caisne
- 1972-1973 – La Coulée, 3,20 × 2,90 m, Atelier Plasse Le Caisne, Théâtre municipal d'Esch-sur-Alzette, Luxembourg
- 1972 – Espace flamboyant, 1,52 × 2,67 m, Atelier Plasse Le Caisne
- 1973 – Vive flamme, 2,40 × 1,80 m, Atelier Plasse Le Caisne
- 1974 – Feu de joie, 2,20 × 4,20 m, Atelier Plasse Le Caisne
- 1974 – La Tache rouge, 1,10 × 0,80 m, Atelier Plasse Le Caisne
- 1975 – La Joie de vivre, 2 × 3 m, Atelier Plasse Le Caisne (réplique avec variante de Feu de joie, 1974)
- 1975 – Passion, 1,47 × 1,47 m, Bilou  Plasse Le Caisne, église Saint-Bénigne, Pontarlier, Doubs
- 1976 – Moissons, 1,50 × 3,50 m, Atelier Plasse Le Caisne
- 1977 – Cosmos, 3,80 × 4,40 m, Atelier Plasse Le Caisne, École centrale des arts et manufactures, Châtenay-Malabry
- 1977 – Concerto en orange, 1,90 × 3 m, Atelier Plasse Le Caisne
- 1984 – Accueil, 2,75 × 5,54 m, Atelier Plasse Le Caisne, Ambassade de France, Washington

### Vêtements liturgiques
- 1953 – Chasuble I, Bilou Plasse Le Caisne, Couvent des Carmes, Lille
- 1954 – Chasuble II, Bilou Plasse Le Caisne, Couvent des Carmes, Lille
- 1958 – Chape de cérémonie, Atelier Plasse Le Caisne, Chapelle Sainte-Thérèse-de-l'Enfant-Jésus et de la Sainte-Face, Hem, Nord
- 1960-1962 – 5 chasubles, Atelier Plasse Le Caisne, Chapelle Sainte-Thérèse de l'Enfant-Jésus et de la Sainte-Face, Hem, Nord
- 1977 – Chasuble VIII, Bilou Plasse Le Caisne, chapelle du Saint-Sépulcre, Cathédrale Saint-Nicolas de Fribourg, Suisse

## Autre collaboration
- 1976 – Croix I, 1,70 × 1,70 m, Jean-Marie Lancelot, Petit oratoire de la paroisse Notre-Dame des champs, Paris
- 1976 – Croix II, 1,70 × 1,70 m, Jean-Marie Lancelot (réplique avec variante de Croix I)
- 1977 – Port et nuit, 1,65 × 1,75 m, Jean-Marie Lancelot
- 1977 – Fond Morat, 1,42 × 2,75 m, Jean-Marie Lancelot
- 1983 – La Couronne d'épines, 1,70 × 2 m, Jean-Marie Lancelot, église évangélique Paul Gerhardt, Berlin